# Estación de Zújar de Córdoba
Zújar de Córdoba fue una estación ferroviaria situada en el municipio español de Hinojosa del Duque, en la provincia de Córdoba. La localidad más próxima a la estación es Monterrubio de la Serena, que se encuentra a 12 kilómetros, lo que da la idea de su aislamiento respecto al tráfico de viajeros. Su principal propósito fue dar salida al tráfico de mercancías agrario-ganaderas de la comarca.

## Situación ferroviaria
Las instalaciones se encontraban situadas en el punto kilométrico 19,2 de la línea férrea de ancho ibérico Córdoba-Almorchón, entre las estaciones de Valsequillo y de Almorchón.

## Historia
La construcción completa de la línea que unía Córdoba y Almorchón se realizó por dos compañías diferentes, una, la Compañía de los Caminos de Hierro de Ciudad Real a Badajoz (CRB), que llevó a cabo la construcción de la sección entre Almorchón y Belmez y otra, la Compañía del Ferrocarril de Córdoba a Belmez, que construyó el tramo que faltaba para unir el pueblo minero con la capital. Esta estación se incluye dentro del primer tramo, que fue inaugurado el 1 de abril de 1868. Con posterioridad, en 1880, la estación y la línea pasarían a manos de la compañía MZA.
Su protagonismo fue destacado durante la Guerra Civil debido a que, hasta 1939, se mantuvo el frente en Valsequillo y esta estación actuaba como base de operaciones del Bando Republicano. En 1941, tras la nacionalización de los ferrocarriles de ancho ibérico, las instalaciones se integraron en la red de RENFE. La línea fue clausurada al tráfico de viajeros el 1 de abril de 1974 y desde entonces, solo ha sido utilizada para el transporte de carbón a la central térmica de Puente Nuevo. Más adelante, la antigua vía de apartadero fue eliminada, y la estación sería derribada durante la primera década del siglo XXI debido a su mal estado de conservación.

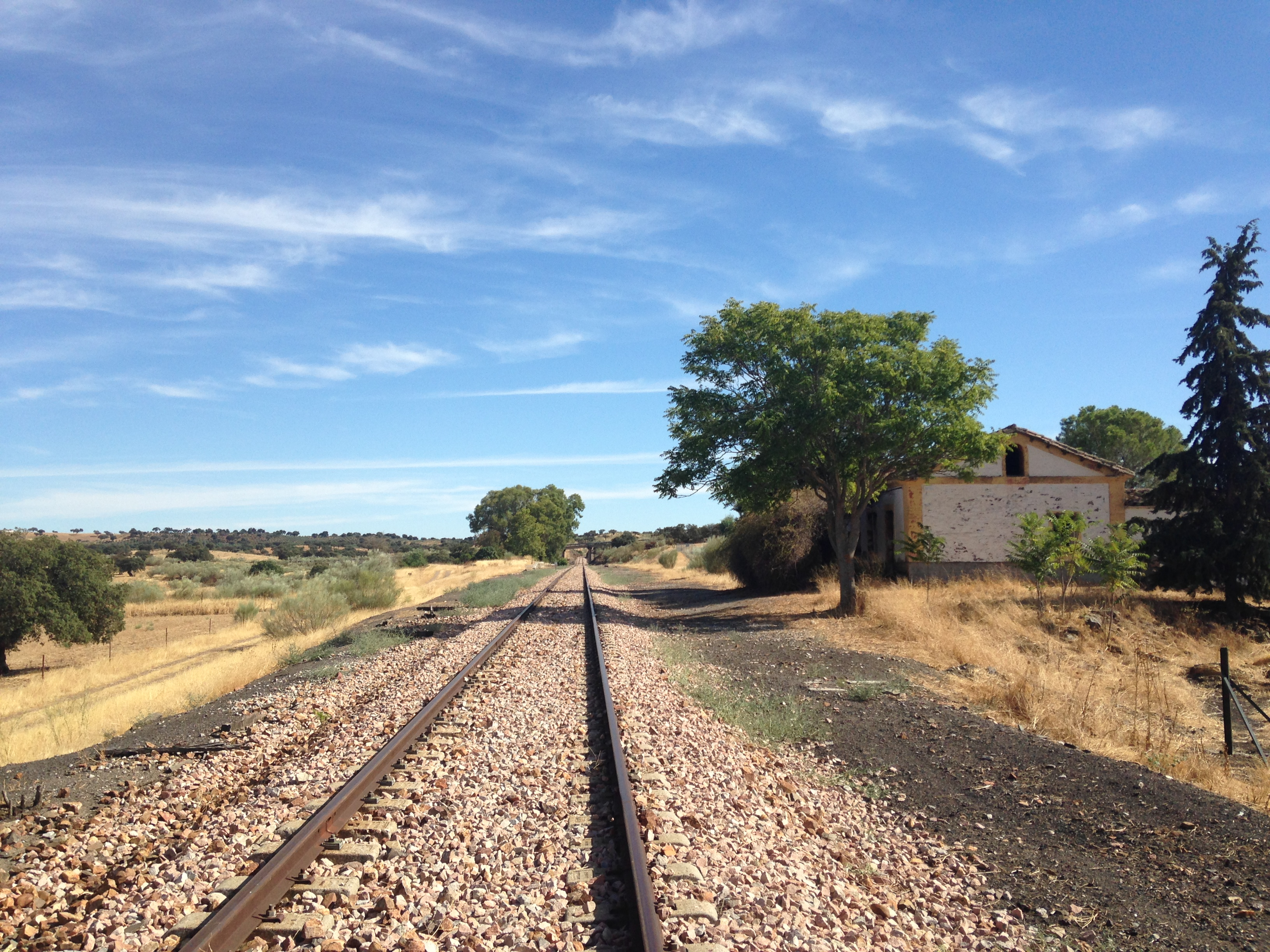
Edificio de un peón ferroviario, 2016. Al fondo a la izquierda pueden verse los restos del andén, al lado del cual se encontraba la estación.